# Aplidium petrosum
Aplidium petrosum är en sjöpungsart som beskrevs av Kott 1992. Aplidium petrosum ingår i släktet Aplidium och familjen klumpsjöpungar. Inga underarter finns listade i Catalogue of Life.